# 司馬俞生
司馬俞生（?—?），东晋皇子，河內溫縣人。晉简文帝司馬昱的第二子，皇后王簡姬所生，与思世子司馬道生同母。
其父在司馬俞生出生的时候并不是皇帝，而是会稽王（琅邪王），司馬俞生幼年夭折，没有封爵。371年，桓温废黜皇帝司马奕，拥立五十二岁的司马昱为皇帝。次年，司马昱去世，司馬俞生的兄弟司马曜即位，为晋孝武帝。